# ファミ通名作ゲーム文庫
『ファミ通名作ゲーム文庫』（ファミつうめいさくゲームぶんこ）は2006年4月1日にエンターブレインより発売されたゲームの攻略本とプレイステーション用ゲームソフト（CD-ROM）がセットになった書籍のシリーズ。価格は3000円（税込3150円）。
書籍の内容は基本的に以前にエンターブレインより発売されていたものと同じだが、誤植や記述のミス等が修正されている。ゲームソフトは攻略本の後ろに厚紙に挟まれて入っている。説明書は攻略本の後ろのページに追加されている。
- 真・女神転生（アトラス）
- ティアリングサーガ ユトナ英雄戦記（エンターブレイン）
- ディノクライシス（カプコン）

以上の3作品が第1弾として発売された。